# OFDMA
OFDMA англ. Orthogonal Frequency-Division Multiple Access — це метод забезпечення передавання інформації багатьом користувачам одного радіоспектра з використанням технології OFDM (англ. Orthogonal frequency-division multiplexing).
Цей метод використовується у стандарті мобільного зв'язку 3GPP LTE.
OFDMA - розрахована на багато користувачів версія цифрової модуляції OFDM. У Wi-Fi 6 (802.11ax), OFDMA - одна з найважливіших функцій для підвищення продуктивності мережі.
І OFDM, і OFDMA поділяють передані дані на кілька невеликих пакетів з метою транслювання біт інформації малого обсягу. Крім того, OFDMA поділяє канал на менші частотні відділення (субносії). Завдяки сегментування каналу, невеликі пакети можуть одночасно передаватися на кілька пристроїв. Пакети, що прибули, продовжують передавання - їм не потрібно чекати інших пакетів. У нисхідній лінії OFDMA зв'язку, маршрутизатор може використовувати різні групи для відправлення пакетів різним клієнтам. Реалізується можливість керувати затримкою. Цей гнучкий і децентралізований метод зв'язку збільшує операційну швидкість і ефективність мережі.